# Сфера Милнора
Сфера Милнора — экзотическая семимерная сфера, то есть гладкое многообразие, гомеоморфное (и даже кусочно линейно изоморфное) сфере {\displaystyle S^{7}}, но не диффеоморфное ей.
Эти многообразия были построены Милнором в 1956 году и являются первым примером гомеоморфных, но не диффеоморфных многообразий.

## Построение
Сферы Милнора являются тотальными пространствами расслоений со слоем {\displaystyle S^{3}} над {\displaystyle S^{4}} со структурной группой {\displaystyle SO(4)}. Милнор доказал, что одно из этих многообразий гомеоморфно, но не диффеоморфно {\displaystyle S^{7}}.
Впоследствии было доказано, что {\displaystyle S^{7}} допускает 28 гладких структур (15, если разрешить менять ориентацию) и все они могут быть получены как такие расслоения.